# Parque nacional Morro Moreno
El parque nacional Morro Moreno  es uno de los 46 parques nacionales comprendidos dentro de las áreas silvestres protegidas de Chile, que se ubica a 65 km al norte de la ciudad de Antofagasta.
Fue creado mediante decreto supremo el 15 de abril de 2010.

## Historia
A inicios de los años 2000, el  Comité Operativo Regional de Biodiversidad (CORB) (conformado por la CONAMA, la Intendencia Regional de Antofagasta y otras entidades) comenzó a gestionar la conservación del sector de morro Moreno, logrando que inicialmente fuera incluida como sitio prioritario para la conservación de la biodiversidad el año 2002.
Para impulsar el asunto, la CONAMA financió la ejecución de proyectos del Fondo de Protección Ambiental (FPA), entre los años 2005 a 2010, con la finalidad de impulsar la investigación y difusión de la biodiversidad existente en el área.
El 28 de enero es promulgado el decreto que establece la creación del nuevo parque nacional. En este artículo se establece la protección de la península de Mejillones, decreto que finalmente se publicó el 15 de abril de 2010.

## Geografía
El parque nacional se encuentra inserto en la península de Mejillones, un área de 60 km de extensión que se inserta aproximadamente 20 km hacia el Océano Pacífico, a partir de la línea costera.
El morro Moreno presenta 5 observatorios:
- Mirador de la bahía: Sector ubicado a 4,9 km de Juan López, 7,6 km de playa Bolsico y 7,4 km de la quebrada Bolsico, entre 700 a 950 m s. n. m. Este mirador permite observar los ecosistemas conocidos como “oasis de niebla”.
- Llano de las Copiapoas: Sector ubicado a 6,0 km de Juan López y a 6,0 km de la playa y la quebrada Bolsico, entre 900 a 1 000 m s. n. m.
- Altos de La Aguada: Sector ubicado a 7,5 km de Juan López, 4,6 km de playa Bolsico y 8,0 km de la quebrada Bolsico, entre 550 a 800 m s. n. m. Este punto observa hacia el antiguo asentamiento indígena de La Aguada. También se puede observar el faro Punta Tetas.
- Quebrada Bolsico: Sector ubicado a 7,6 km de Juan López, 7,2 km de playa Bolsico y 5,1 km del punto de acceso de la misma quebrada, entre 300 a 900 m s. n. m.
- Sitio arqueológico de La Aguada: A 6,8 km de playa Bolsico, a un máximo de 100 m s. n. m. Corresponde a los faldeos del morro Moreno.

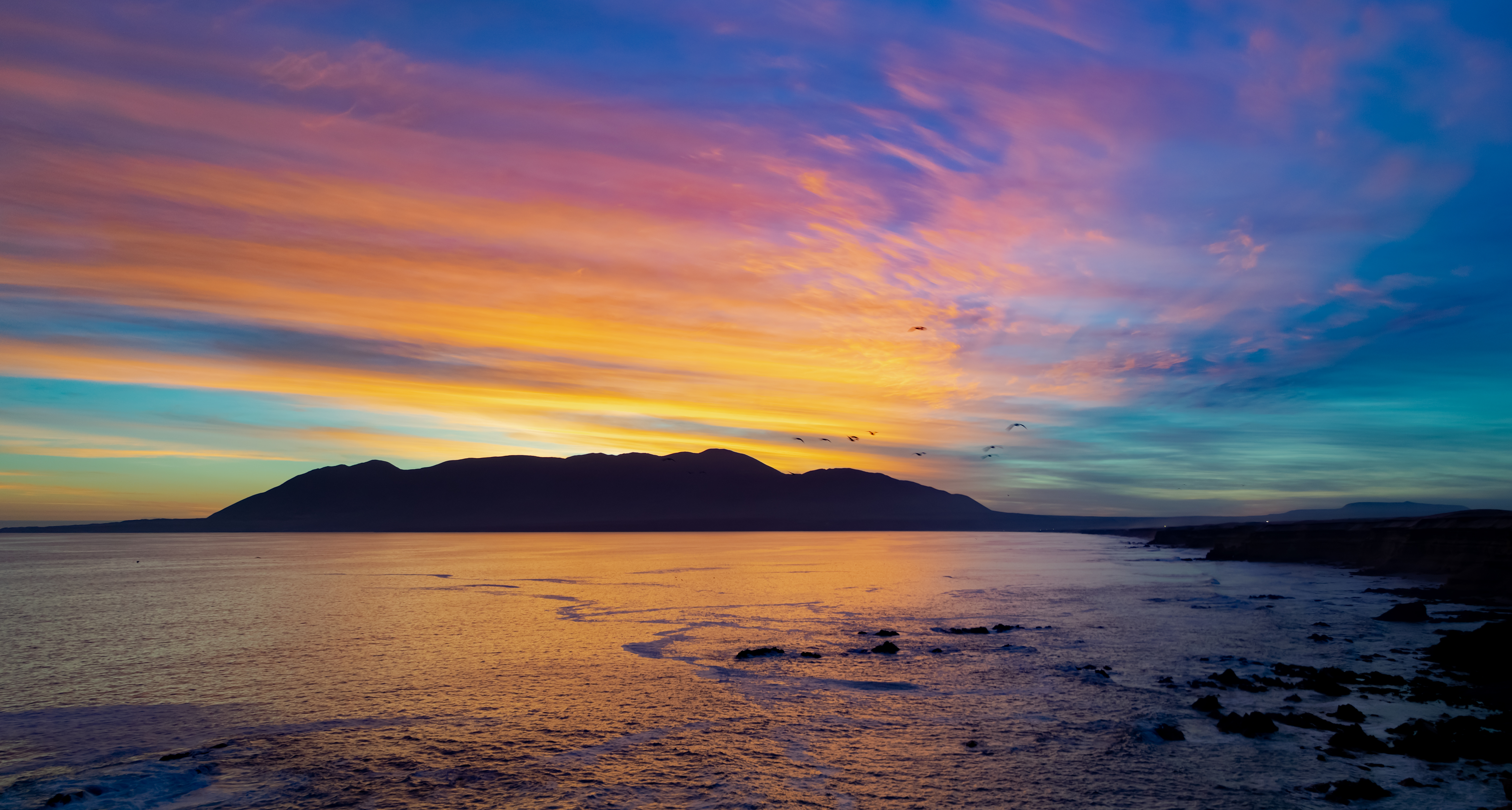
Vista desde el Monumento Natural La Portada, apuntando al Balneario Juan López, en el parque nacional Morro Moreno. Esta fotografía fue tomada cerca de las 19:00 horas, cuando el atardecer producía los típicos colores rojizos, los cuales eran contrastados con el cielo azul y la inmensidad del Morro Moreno

## Biología
En morro Moreno pueden encontrarse aproximadamente 90 especies de flora (predominantemente cactáceas y herbáceas) y 200 especies de fauna.

### Flora
De las aproximadamente 90 especies de flora existentes en el parque nacional, 57 son endémicas del país, 29 nativas y 4 introducidas; 13 de las especies endémicas son propias de la región. Festuca morenensis y Senecio antofagastanus presentan un endemismo restringido solamente al morro, mientras que Heliotropium eremogenum y Gutierrezia espinosae se encuentran además en la reserva nacional La Chimba.
En el morro hay predominantemente Neoporteria occulta, Eulychnia morromorenoensis y Copiapoa boliviensis, las que pueden encontrarse en gran parte de la extensión del maciso. Por la ruta Juan López, hacia el mirador de la bahía, se encuentra además especies de Tetragonia angustifolia, Atriplex nummularia, Caesalpinia spinosa, Schinus molle y Melilotus officinalis. En la quebrada Bolsico durante ciertas estaciones del año pueden predominar especies de Dinemandra ericoides.

### Fauna
En el llano de las Copiapoas se pueden encontrar aves como la Zonotrichia capensis, Phrygilus gayi, Diuca diuca y Muscisaxicola.
En La Aguada se observan aves guaníferas como la Sula variegata, Larus belcheri, Cathartes aura, Cinclodes nigrofumosus, Phalacrocorax gaimardi, Pelecanus occidentalis thagus, Phalacrocorax bougainvillii. Además se encuentran las loberas con especies de Otaria flavescens
Cabe destacar que hasta los años 1980 se observaban especies de Lama guanicoe en el macizo, las cuales dejaron como vestigios depresiones circulares correspondientes a revolcaderos.

## Arqueología
La Aguada correspondió a un asentamiento indígena, probablemente seleccionado por la presencia de agua dulce proveniente del acantilado. El sitio se encuentra en un deplorable estado de conservación patrimonial, producto de los saqueos. Se pueden observar pircas. El asentamiento más antiguo del sector se encontraba en la quebrada de las Conchas.

## Vías de acceso
El morro Moreno posee tres rutas de acceso, a través del balneario Juan López, la playa Bolsico y la quebrada del mismo nombre. 
El primero se accede por la Ruta B-446 y Ruta B-440 que una a la ciudad de Antofagasta con el Monumento natural La Portada y el balneario Juan López en la parte sur de la Península de Mejillones. Se ingresa desde el desvío a través de camino de conchillas hasta el Reten de carabineros. La distancia entre Antofagasta y el parque nacional es de 65 km. Existe estacionamiento para vehículos.

## Visitantes
Este parque nacional recibe una pequeña cantidad de visitantes chilenos y extranjeros cada año. Hay datos de visitas disponibles solo a partir de 2017.
| Año         | 2017  | 2018  | 2019  | 2020 | 2021  | 2022  | 2023  | 2024 |
| ----------- | ----- | ----- | ----- | ---- | ----- | ----- | ----- | ---- |
| chilenos    | 4.141 | 3.086 | 2.352 | 522  | 1.022 | 1.270 | 1.079 | 927  |
| extranjeros | 112   | 69    | 47    | 0    | 0     | 14    | 23    | 50   |
| Total       | 4.253 | 3.155 | 2.399 | 522  | 1.022 | 1.284 | 1.102 | 977  |

## Protección del subsuelo
El parque nacional Morro Moreno cuenta con una protección de su subsuelo como lugar de interés científico para efectos mineros, según lo establece el artículo 17 del Código de Minería. Estas labores sólo pueden ser ejecutadas mediante un permiso escrito por el presidente de la República y firmado además por el ministro de Minería.
La condición de lugar de interés científico para efectos mineros fue establecida mediante Decreto Supremo N°5 de 28 de enero de 2010 y publicado el 15 de abril de 2010.
 que fija el polígono de protección.